# Anolis albimaculatus
Anolis albimaculatus är en ödleart som beskrevs av  Henle och EHRL 1991. Anolis albimaculatus ingår i släktet anolisar, och familjen Polychrotidae.
Artens utbredningsområde är Peru. Inga underarter finns listade i Catalogue of Life.